# Mavinakere, Nagamangala
Mavinakere là một làng thuộc tehsil Nagamangala, huyện Mandya, bang Karnataka, Ấn Độ.